# Асоційований простий ідеал
В теорії кілець, асоційованим простим ідеалом модуля M над кільцем R називається простий ідеал кільця R, що є анулятором деякого підмодуля M. Особливо важливими ці ідеали є у комутативній алгебрі де вони пов'язані з так званим примарним розкладом ідеалів нетерових кілець, що, зокрема, має застосування в алгебричній геометрії. 

## Означення

### Комутативні кільця
Нехай {\displaystyle R} — комутативне асоціативне кільце з одиницею, і {\displaystyle M} — модуль над {\displaystyle R}.
Простий ідеал {\displaystyle {\mathfrak {p}}\subset R} називається асоційованим з {\displaystyle M}, якщо існує такий елемент {\displaystyle x\in M}, що {\displaystyle {\mathfrak {p}}={\textrm {Ann}}_{R}(\{x\})=\{r\in R|rx=0\}}. 
Еквівалентно, {\displaystyle {\mathfrak {p}}} є асоційованим з {\displaystyle M}, якщо існує ін'єктивний R-гомоморфізм між модулями {\displaystyle R/{\mathfrak {p}}} і {\displaystyle M}. Дійсно, якщо {\displaystyle {\mathfrak {p}}={\textrm {Ann}}_{R}(\{x\})}, то {\displaystyle R/{\mathfrak {p}}}є як R-модуль є ізоморфним із {\displaystyle Rx.}Навпаки, якщо існує такий гомоморфізм f, то {\displaystyle {\mathfrak {p}}={\textrm {Ann}}_{R}(\{f({\bar {1}})\}),} де {\displaystyle {\bar {1}}} позначає одиничний елемент у {\displaystyle R/{\mathfrak {p}}.}
Множина простих ідеалів, асоційованих з модулем {\displaystyle M} позначається {\displaystyle {\textrm {Ass}}_{R}(M)}.
Мінімальні елементи в {\displaystyle \operatorname {Ass} _{R}(M)} (щодо включення множин) у комутативному кільці R, називаються ізольованими простими ідеалами. Усі інші асоційовані прості ідеали називаються вкладеними простими ідеалами.
Модуль {\displaystyle M} називається копримарним якщо з того що rm = 0 ( r є дільником нуля модуля {\displaystyle M}) для деякого ненульового {\displaystyle m\in M} випливає що rnM = 0 для деякого натурального числа n.  
Ненульовий скінченнопороджений модуль M над комутативним нетеровим кільцем є копримарним тоді і тільки тоді коли для нього існує один асоційований простий ідеал. 
Дійсно, як показано нижче, у цьому випадку множина асоційованих простих ідеалів є непустою. Нехай {\displaystyle {\mathfrak {p}}={\textrm {Ann}}_{R}(\{x\})} є простим ідеалом. Тоді для кожного дільника нуля r виконується rnM = 0 і тому rnx = 0. Тобто {\displaystyle r^{n}\in {\mathfrak {p}}} і внаслідок простоти ідеалу, {\displaystyle r\in {\mathfrak {p}}.} Тобто всі дільники нуля належать {\displaystyle {\mathfrak {p}}} і внаслідок властивості нижче про те, що множина дільників нуля є об'єднанням елементів асоційованих простих ідеалів {\displaystyle {\mathfrak {p}}} є єдиним таким ідеалом.
Навпаки, якщо існує єдиний асоційований простий ідеал {\displaystyle {\mathfrak {p}}}то з тої ж властивості випливає, що його елементами є всі дільники нуля і тільки вони. З властивості нижче випливає також, що {\displaystyle {\sqrt {\operatorname {ann} (M)}}={\mathfrak {p}},}що є еквівалентним твердженню.
Підмодуль N у M називається {\displaystyle {\mathfrak {p}}}-примарним якщо {\displaystyle M/N} є копримарним із асоційованим простим ідеалом {\displaystyle {\mathfrak {p}}}.  
Ідеал I є {\displaystyle {\mathfrak {p}}}-примарним ідеалом тоді і тільки тоді коли{\displaystyle \operatorname {Ass} _{R}(R/I)=\{{\mathfrak {p}}\}}.

### Некомутативні кільця
Ненульовий R-модуль {\displaystyle N}  називається простим модулем якщо {\displaystyle \mathrm {Ann} _{R}(N)=\mathrm {Ann} _{R}(N')\,} для довільного підмодуля {\displaystyle N'}  модуля {\displaystyle N} . Для простого модуля {\displaystyle N}, {\displaystyle \mathrm {Ann} _{R}(N)\,} є простим ідеалом в {\displaystyle R}.
Ідеал кільця {\displaystyle R}  називається асоційованим простим ідеалом для R-модуля {\displaystyle M}, якщо він рівний {\displaystyle \mathrm {Ann} _{R}(N)\,} для деякого простого підмодуля {\displaystyle N}  у модулі {\displaystyle M} . 

## Властивості
- Навіть для комутативних локальних кілець, множина асоційованих простих ідеалів скінченнопородженого модуля може бути пустою. Проте в будь-якому кільці, що задовольняє умову обриву зростаючого ланцюга ідеалів (зокрема правому чи лівому нетеровому кільці) довільний ненульовий модуль має хоча б один асоційований простий ідеал.
- Для одностороннього нетерового кільця, існує сюр'єкція з множини класів ізоморфізмів нерозкладних ін'єктивних модулів на спектр {\displaystyle \mathrm {Spec} (R)\,}. Якщо R є кільцем Артіна, то це відображення є бієкцією.
- Теорема Матліма: Для комутативного нетерового кільця {\displaystyle R}, відображення у попередньому пункті завжди є бієкцією.
- Для будь-якого простого ідеала {\displaystyle {\mathfrak {p}}} комутативного кільця {\displaystyle R} і будь-якого нетривіального підмодуля {\displaystyle M} модуля {\displaystyle R/{\mathfrak {p}}} має місце рівність {\displaystyle {\textrm {Ass}}_{R}(M)=\{{\mathfrak {p}}\}}.

Нехай {\displaystyle 0\neq {\overline {x}}\in M}, тобто {\displaystyle {\overline {x}}=x+{\mathfrak {p}}} — суміжний клас за ідеалом {\displaystyle {\mathfrak {p}}}, {\displaystyle x\not \in {\mathfrak {p}}}. Очевидно, що {\displaystyle {\mathfrak {p}}{\overline {x}}=0}.
Припустимо, що {\displaystyle r{\overline {x}}=0}. Це означає, що {\displaystyle rx\in {\mathfrak {p}}}. Тоді з простоти {\displaystyle {\mathfrak {p}}} випливає, що {\displaystyle r\in {\mathfrak {p}}}. Таким чином, єдиний простий ідеал, асоційований з {\displaystyle M} — це ідеал {\displaystyle {\mathfrak {p}}}.
- Для нетерового модуля M над будь-яким кільцем, існує лише скінченна кількість асоційованих простих ідеалів для M.

### Нетерові комутативні кільця
Всюди нижче кільце {\displaystyle R} є комутативним і нетеровим:
- Розглянемо множину ідеалів {\displaystyle I\subset R}, для яких {\displaystyle I={\textrm {Ann}}_{R}(\{x\})} для деякого {\displaystyle x\in M} для модуля {\displaystyle M} над {\displaystyle R}. Тоді максимальні елементи цієї множини є простими ідеалами. Оскільки для ненульового модуля ця множина не є пустою (довільний елемент має свій анулятор, що може бути і нульовим ідеалом) то звідти для кожного такого модуля існує асоційований простий ідеал.

Припустимо, що такий ідеал  {\displaystyle I={\textrm {Ann}}_{R}(\{x\})} є максимальним у цій множині але не простим. Тоді існують елементи {\displaystyle a,b\in R}, для яких {\displaystyle ab\in I} але {\displaystyle a,b\not \in I} . Оскільки {\displaystyle b\not \in I,bx\neq 0}. Але {\displaystyle abx=0}. Тому, {\displaystyle a\in {\textrm {Ann}}_{R}(bx)} і {\displaystyle a\not \in I} . Тобто {\displaystyle {\textrm {Ann}}_{R}(bx)} є строго більшим від {\displaystyle I}, що суперечить максимальності останнього у заданій множині.
- Кожен ідеал J є рівний перетину скінченної кількості примарних ідеалів. Запис ідеала як перетину примарних ідеалів називається примарним розкладом ідеала. Множина радикалів цих ідеалів є рівною {\displaystyle \mathrm {Ass} _{R}(R/J)\,}. Зокрема, ідеал J є примарним ідеалом тоді і тільки тоді, коли множина {\displaystyle \mathrm {Ass} _{R}(R/J)\,} складається з одного елемента.
- Довільний мінімальний простий ідеал для ідеала J є елементом множини {\displaystyle \mathrm {Ass} _{R}(R/J)\,}. Множина цих ідеалів є множиною ізольованих простих ідеалів.
- Множина {\displaystyle \bigcup _{{\mathfrak {p}}\in \mathrm {Ass} (M)}{\mathfrak {p}}} рівна множині елементів {\displaystyle \{r\in R\;|\;\exists \ 0\neq m\in M:rm=0\}} (такі елементи називають дільниками нуля {\displaystyle M}).

З означення очевидно, що кожен елемент довільного асоційованого простого ідеала, а тому і їх об'єднання є дільником нуля {\displaystyle M}. Навпаки, якщо {\displaystyle r\in R,\;m\in M} елементи для яких {\displaystyle rm=0} то {\displaystyle (r)\subset {\textrm {Ann}}(m)}. Але {\displaystyle {\textrm {Ann}}(m)} є підмножиною деякого максимального анулятора елемента модуля і цей ідеал є простим. Тобто {\displaystyle r} належить деякому асоційованому простому ідеалу.
- Нехай S мультиплікативна система кільця {\displaystyle R} і {\displaystyle {\mathfrak {p}}\in \operatorname {Spec} (R),\;{\mathfrak {p}}\cap S=\emptyset }. Ідеал {\displaystyle {\mathfrak {p}}} є асоційованим для модуля M над R, тоді і тільки тоді коли простий ідеал {\displaystyle S^{-1}{\mathfrak {p}}} у локалізації кільця {\displaystyle S^{-1}R} є асоційованим для модуля {\displaystyle S^{-1}M}.
Якщо {\displaystyle {\mathfrak {p}}\in {\textrm {Ass}}_{R}(M)} то  {\displaystyle {\mathfrak {p}}={\textrm {Ann}}_{R}(x)} для деякого {\displaystyle x\in M}. Тоді {\displaystyle S^{-1}{\mathfrak {p}}={\textrm {Ann}}_{S^{-1}R}(x/1)}.
Навпаки припустимо {\displaystyle S^{-1}{\mathfrak {p}}={\textrm {Ann}}_{S^{-1}R}(x/s)} для деяких {\displaystyle x\in M,s\in S}. Нехай {\displaystyle {\mathfrak {a}}={\textrm {Ann}}_{R}(x)}. Тоді  {\displaystyle S^{-1}{\mathfrak {a}}=S^{-1}{\mathfrak {p}}}, звідки випливає, що {\displaystyle {\mathfrak {a}}\subset {\mathfrak {p}}} і оскільки кільце є нетеровим, а тому всі ідеали скінченнопородженими, то існує також {\displaystyle s'\in S,} такий що {\displaystyle s'{\mathfrak {p}}\subset {\mathfrak {a}}}. Тоді {\displaystyle {\mathfrak {p}}={\textrm {Ann}}_{R}(s'x)}.
- Якщо {\displaystyle M} є скінченнопородженим модулем над {\displaystyle R}, тоді існує скінченна послідовність підмодулів

{\displaystyle 0=M_{0}\subset M_{1}\subset \cdots \subset M_{n-1}\subset M_{n}=M\,}
для якої усі фактор-модулі {\displaystyle M_{i+1}/M_{i}} є ізоморфними фактор-кільцям {\displaystyle R/{\mathfrak {p}}_{i}} для деяких простих ідеалів {\displaystyle {\mathfrak {p}}_{i}}. До того ж для цих ідеалів справедливими є включення:
{\displaystyle \mathrm {Ass} (M)\subset \{{\mathfrak {p}}_{0},\dotsc ,{\mathfrak {p}}_{n-1}\}\subset \mathrm {Supp} (M)}
де за означенням носій модуля {\displaystyle \mathrm {Supp} (M)=\{{\mathfrak {p}}\in \operatorname {Spec} (R)|M_{\mathfrak {p}}\neq 0\}}. Окрім того мінімальні елементи в усіх трьох множинах є однаковими.
Оскільки для ненульового модуля існує асоційований простий ідеал {\displaystyle {\mathfrak {p}}_{0}} то у цьому випадку існує підмодуль {\displaystyle M_{1}\subset M} ізоморфний {\displaystyle R/{\mathfrak {p}}_{0}}. Далі якщо модуль {\displaystyle M/M_{1}} не є нульовим то для нього можна використати ті самі аргументи і отримати модуль {\displaystyle M_{1}\subset M_{2}\subset M}, такий що  {\displaystyle M_{2}/M_{1}} є ізоморфним {\displaystyle R/{\mathfrak {p}}_{1}} для якогось простого ідеала {\displaystyle {\mathfrak {p}}_{1}} (що буде простим асоційованим для модуля {\displaystyle M/M_{1}}). Продовжуючи по індукції отримуємо зростаючу послідовність модулів, що задовольняють умови теореми. Оскільки модуль є нетеровим то цей процес завершиться за скінченну кількість кроків. Це можливо лише коли останній підмодуль у послідовності рівний {\displaystyle M}.
Нехай тепер {\displaystyle {\mathfrak {p}}\in \operatorname {Spec} (R)}. Тоді {\displaystyle M_{\mathfrak {p}}\neq 0} тоді і тільки тоді коли для якогось {\displaystyle {\mathfrak {p}}_{i}} локалізація {\displaystyle (R/{\mathfrak {p}}_{i})_{\mathfrak {p}}\neq 0}, тобто якщо {\displaystyle {\mathfrak {p}}} містить один із ідеалів {\displaystyle {\mathfrak {p}}_{i}}. Звідси усі {\displaystyle {\mathfrak {p}}_{i}\in \mathrm {Supp} (M)} і мінімальні елементи обох множин є однаковими.
Нехай тепер {\displaystyle {\mathfrak {p}}\in \mathrm {Ass} (M)}. Тоді модуль {\displaystyle M} містить підмодуль {\displaystyle N} ізоморфний до {\displaystyle R/{\mathfrak {p}}}. Нехай i — найменший індекс для якого {\displaystyle M_{i+1}\cap N\neq \emptyset } . Тоді{\displaystyle (M_{i+1}\cap N)/M_{i}} можна розглядати як ненульовий підмодуль модулів {\displaystyle M_{i+1}/M_{i}\cong R/{\mathfrak {p}}_{i}} і {\displaystyle N\cong R/{\mathfrak {p}}}. Але із попередніх властивостей у цьому випадку {\displaystyle {\textrm {Ass}}_{R}((M_{i+1}\cap N)/M_{i})=\{{\mathfrak {p}}_{i}\}} і водночас {\displaystyle {\textrm {Ass}}_{R}((M_{i+1}\cap N)/M_{i})=\{{\mathfrak {p}}\}.} Тому {\displaystyle {\mathfrak {p}}={\mathfrak {p}}_{i}} звідки {\displaystyle \mathrm {Ass} (M)\subset \{{\mathfrak {p}}_{0},\dotsc ,{\mathfrak {p}}_{n-1}\}}.
Якщо {\displaystyle {\mathfrak {p}}} є мінімальним елементом {\displaystyle \mathrm {Supp} (M)}, то {\displaystyle \mathrm {Supp} (M_{\mathfrak {p}})} відповідної локалізації містить єдиний елемент {\displaystyle {\mathfrak {p}}R_{\mathfrak {p}}}. Оскільки {\displaystyle \mathrm {Ass} (M_{\mathfrak {p}})} є непустою і міститься в {\displaystyle \mathrm {Supp} (M_{\mathfrak {p}})} то {\displaystyle {\mathfrak {p}}R_{\mathfrak {p}}\in \mathrm {Ass} (M_{\mathfrak {p}})} і з властивостей для асоційованих простих ідеалів для локалізації {\displaystyle {\mathfrak {p}}\in \mathrm {Ass} (M)}.
- Модуль {\displaystyle M} над {\displaystyle R} має скінченну довжину тоді і тільки тоді, коли {\displaystyle M} є скінченнопородженим і елементами {\displaystyle \mathrm {Ass} (M)} є лише максимальні ідеали.[2]
- Якщо {\displaystyle U} є підмодулем {\displaystyle M} то {\displaystyle \mathrm {Ass} (U)\subset \mathrm {Ass} (M)\subset \mathrm {Ass} (U)\cup \mathrm {Ass} (M/U)}.
- Для скінченнопородженого модуля {\displaystyle M}

{\displaystyle {\sqrt {\operatorname {ann} (M)}}=\bigcap _{{\mathfrak {p}}\in \mathrm {Ass} (M)}{\mathfrak {p}}=\bigcap _{{\mathfrak {p}}\in \mathrm {Supp} (M)}{\mathfrak {p}}}
Якщо {\displaystyle r\in \operatorname {ann} (M),} то очевидно {\displaystyle r\in {\mathfrak {p}},} для кожного {\displaystyle {\mathfrak {p}}\in \mathrm {Ass} (M).} Отже звідси для кожного такого ідеалу {\displaystyle \operatorname {ann} (M)\subset {\mathfrak {p}}} і зважаючи на простоту також  {\displaystyle {\sqrt {\operatorname {ann} (M)}}\subset {\mathfrak {p}}.}
В іншу сторону, із попередніх властивостей існує скінченна послідовність підмодулів {\displaystyle 0=M_{0}\subset M_{1}\subset \cdots \subset M_{n-1}\subset M_{n}=M\,} для якої усі фактор-модулі {\displaystyle M_{i+1}/M_{i}} є ізоморфними  {\displaystyle R/{\mathfrak {p}}_{i}.} До того ж множина мінімальних елементів у {\displaystyle \{{\mathfrak {p}}_{i}\}} є рівною множині мінімальних елементів {\displaystyle \mathrm {Ass} (M).} Тож якщо {\displaystyle r\in \bigcap _{{\mathfrak {p}}\in \mathrm {Ass} (M)}{\mathfrak {p}}} то також {\displaystyle r\in {\mathfrak {p}}_{i}} для всіх i і тому {\displaystyle rM_{i}\subset M_{i-1}.} Зокрема {\displaystyle r^{n}M=0.}
Два попередні абзаци разом доводять, що {\displaystyle {\sqrt {\operatorname {ann} (M)}}=\bigcap _{{\mathfrak {p}}\in \mathrm {Ass} (M)}{\mathfrak {p}}.} Твердження для носія модуля випливає з того, що множина мінімальних елементів носія є рівною множині ізольованих простих іідеалів.

## Приклади
- Якщо {\displaystyle R=\mathbb {C} [x,y,z,w]} то асоційованими простими ідеалами для {\displaystyle I=((x^{2}+y^{2}+z^{2}+w^{2})\cdot (z^{3}-w^{3}-3x^{3}))} є ідеали {\displaystyle (x^{2}+y^{2}+z^{2}+w^{2})} і {\displaystyle (z^{3}-w^{3}-3x^{3})}.
- Нехай {\displaystyle R=\mathbb {C} [X_{1},\ldots ,X_{n}]} кільце многочленів, {\displaystyle {\mathfrak {p}}} — ідеал в {\displaystyle R}, {\displaystyle V} — афінний многовид заданий цим ідеалом, {\displaystyle V_{1},\ldots ,V_{p}} — незвідні компоненти {\displaystyle V}. Покладемо {\displaystyle M=R/{\mathfrak {p}}} — афінне координатне кільце {\displaystyle V}, тоді прості ідеали, асоційовані з модулем {\displaystyle M} це ідеали незвідних компонент {\displaystyle V_{1},\ldots ,V_{p}}.
- Якщо {\displaystyle R} є кільцем цілих чисел, тоді нетривіальні вільні абелеві групи і нетривіальні абелеві групи порядок яких є степенем простого числа є копримарними.
- Якщо {\displaystyle R} є кільцем цілих чисел і M — скінченною абелевою групою, тоді асоційованими простими ідеалами {\displaystyle M} є ідеали породжені простими числами, що ділять порядок групи {\displaystyle M}.
- Приклад не нетерового комутативного кільця і модуля, що не має асоційованих простих ідеалів. Нехай {\displaystyle R=\mathbb {C} [x_{1},x_{2},...]} — кільце многочленів над полем комплексних чисел від нескінченної кількості змінних і ідеал {\displaystyle I=(x_{1},x_{2}^{2},x_{3}^{3},...)\subset R} .  Тоді {\displaystyle \mathrm {Ass} (R/I)=\emptyset } . Справді, припустимо простий ідеал {\displaystyle {\mathfrak {p}}} є анулятором деякого елемента {\displaystyle {\bar {f}}\in R/I}. Виберемо довільного представника цього елемента {\displaystyle f\in R}; тоді {\displaystyle {\mathfrak {p}}} є множиною тих {\displaystyle g\in R} для яких {\displaystyle fg\in I}.  Проте {\displaystyle f} є многочленом лише від скінченної підмножини змінних {\displaystyle x_{i}} , нехай {\displaystyle x_{1},...,x_{n}} .  Очевидно що  {\displaystyle x_{n+1}^{n+1}f\in I} (тобто {\displaystyle x_{n+1}^{n+1}\in {\mathfrak {p}}} ), але {\displaystyle x_{n+1}f\not \in I} (тому {\displaystyle x_{n+1}\not \in {\mathfrak {p}}} ). Звідси  {\displaystyle {\mathfrak {p}}} не є простим ідеалом.